# Raksasztal-tó
A Raksasztal-tó  4575 m tengerszint feletti magasságon  fekszik a Manaszarovar-tó mellett a Transzhimalája és a Himalája között Tibetben. A tó felszíne 250 km², de a kevés csapadék miatt csökken. Északnyugati csücskében ered a Szatledzs.

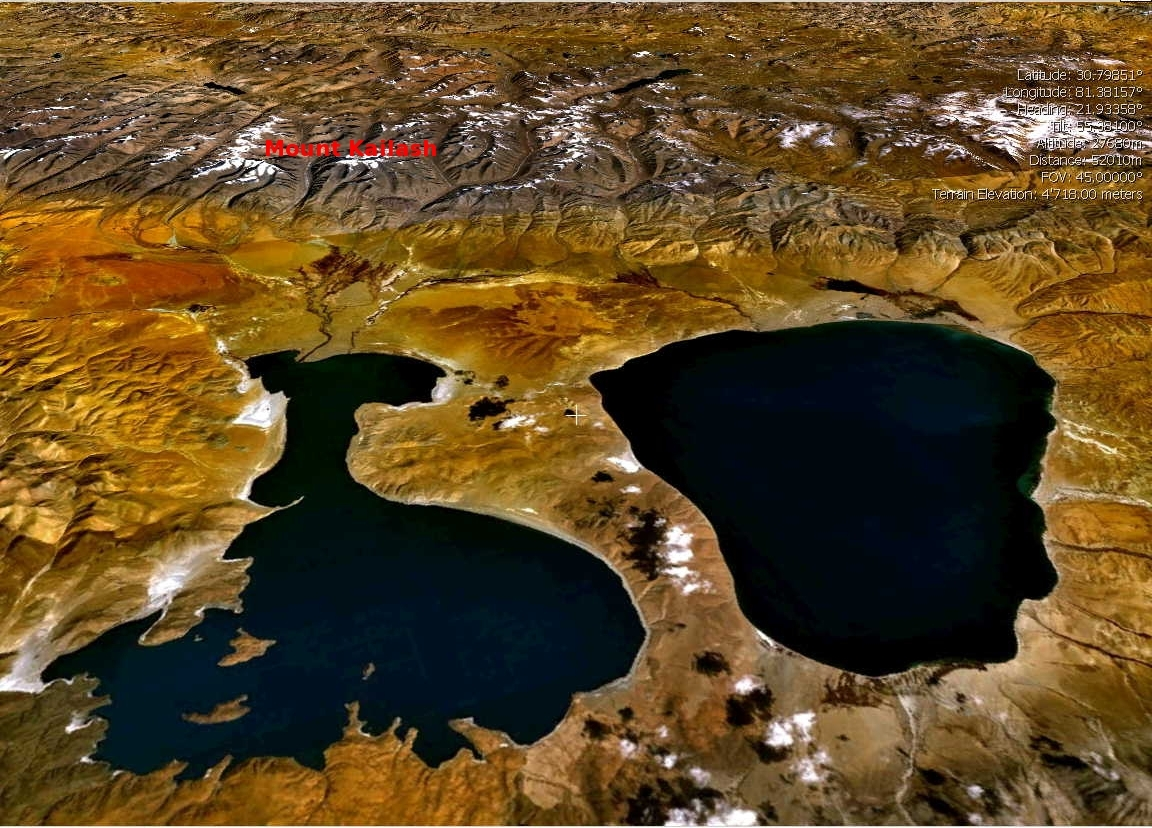
Balra a Raksasztal-tó, jobbra a Manaszarovar-tó, északon a Kajlás-hegy (műholdfelvétel)

Eredetileg a Manaszarovar-tóhoz tartozott, de geológiai mozgások következtében 15 méterrel mélyebbre került.  A két tó között létezik egy természetes csatorna, amelyen keresztül hóolvadáskor víz jut a Raksasztálba. A tó vize sós, sem halak, sem vízi növények nem élnek benne.

## Kapcsolódó szócikk
- Sven Hedin